# LGA775
LGA775, ook wel Socket T genoemd, is een socket voor processors (CPU's) van Intel. Het is de opvolger van Socket 478.

## Technische specificaties
LGA775 heeft tot tegenstelling tot zijn voorganger geen gaten in de socket. In plaats daarvan heeft LGA775 775 pinnen die verbinding maken met contactpunten aan de onderkant van de processor. De chip is gebaseerd op dezelfde 32 bit micro-architectuur als de socket 478. Hier kunnen echter ook 64 bitprocessoren op aangesloten worden.
LGA775 heeft een betere stroomverdeling dan zijn voorganger socket 478, waardoor de front side bus (FSB) kan werken op 1600 MT/s (megatransfers/second). Voorheen zaten de pinnen aan de processor, waardoor deze konden buigen bij bevestiging op het moederbord. Bij de LGA775 koos men om er voor om de pinnen op het moederbord te plaatsen.
Het goed op plaats krijgen van de CPU gebeurt door de topplate. De technicus opent de topplate en schuift de processor op zijn plaats waarna hij de topplate sluit zodat de processor door de druk die er op wordt uitgeoefend over de pinnen op het moederbord schuift. Op de topplate kan een processorkoeler en/of koelblok geplaatst worden.
Zowel Core 2 Duo als Core 2 Quad maken gebruik van LGA775.

## Koeling
De LGA775 maakt gebruik van een nieuwe methode om de koelinginterface op de chip en het moederbord te monteren. De koeler wordt rechtstreeks op vier punten op het moederbord gemonteerd. Hiermee wordt het gevaar weggenomen dat de koeler los raakt tijdens vervoer.

## Thermische specificaties
De socket maakt gebruik van een thermische monitorfunctie, die de temperatuur controleert en regelt. Dit gebeurt door een thermisch controlecircuit (TCC) te activeren wanneer de processor zijn maximale temperatuur bereikt. TCC heeft als doel het stroomverbruik van de processor te verminderen. Bij te hoge temperatuur worden de klokken gemoduleerd door ze afwisselend in en uit te schakelen, bij een werkcyclus van 30% tot 50% voor deze processor. De klokken zijn nooit langer dan 3 microseconden uitgeschakeld.
Er is ook een kleine hoeveelheid hysterese opgenomen om snelle actieve/non-actieve overgangen van het TCC te voorkomen bij het naderen van maximale temperatuur. Als de temperatuur weer verder terugzakt onder die maximale temperatuur en als de hysterese timer verstreken is, dan zal het TCC inactief worden en wordt de modulatie van de klokken beëindigd.